# 러네이 험프리
러네이 험프리(영어: Renee Humphrey, 1975년 1월 27일 ~ )는 미국의 배우이다.
캘리포니아 샌머테이오에서 태어났다.

## 출연 작품

### 영화
- 스트리트와이즈 (1993, Jailbait)
- Fun (1994)
- 몰래츠 (1995)
- 굿바이 마이 프랜드 (1995) - 앵글 역
- 프렌치 키스 (1995) - 릴리 역
- 캐딜락 랜치 (1996, Cadillac Ranch)
- 섹스 몬스터 (1999, The Sex Monster)
- 제이 앤 사일런트 밥 (2001)

### 텔레비전
- 케빈은 열두살 (1993)